# Roca de les Baumes
La Roca de les Baumes és una muntanya de 612 metres que es troba al municipi de Santa Maria de Merlès, a la comarca catalana del Berguedà.